# Кей Кабус
Кей Кабус — (1294-1317) - Ширваншах.
После смерти Ахситан III правителем становится его сын Кей Кабус. В годы его правления в государстве Ильханов происходит экономический упадок. В связи с этим, вместо золотых и серебряных монет, вводится бумажные деньги «чао». В 1297 году в Ширване произошли народные волнения. С этой целью 7 ноября 1297 года в Баку прибыл Газан-хан. Отсюда он отправил в Грузию эмира Кутлуг-шаха, который подавил восстание в Грузии. В это время Баку являлся кишлагом, местом зимовок ильханских государей.
В начале XIV века в связи с усилением власти ширваншаха реформами Газан-хана, отменой ряда налогов при султане Олджайту и другими мероприятиями хозяйственное положение страны стало восстанавливаться.